# 新上五島町立上郷小学校
新上五島町立上郷小学校（しんかみごとうちょうりつ かみごうしょうがっこう）は長崎県南松浦郡新上五島町奈摩郷（なま）にある公立小学校。略称「上小」（かみしょう）。五島列島の中通島に位置している。

## 概要
歴史
1874年（明治7年）に青方小学校の分校として創立。2014年（平成26年）に創立140周年を迎えた。
校区
住所表記で「長崎県南松浦郡新上五島町」のうち上五島地区（元浜、本町、新町、港町、汐見町、天神東、天神西、大曽、相河、船崎）。
中学校区は新上五島町立上五島中学校。
校訓
「己が務めを勤めよ」- 1921年（大正10年）に校歌とともに制定された。
校章
中央に校名の「上小」の文字（縦書き）を置いている。
校歌
作詞は佐佐木信綱、作曲は田村虎蔵による。歌詞は2番まである。1921年（大正10年）に校訓とともに制定された。

## 沿革
- 1874年（明治7年）9月 - 「第五大学区第五中学区[1]青方小学校奈摩分校」が開校。修業年限を3年とする。
  - 開設当初の分校の児童数は20名程度。民家を借用して授業を実施。
- 1881年（明治14年）6月6日 -「青方学区公立中等青方小学校奈摩分校」に改称。
- 1885年（明治18年）12月 - 現在地（上原）に校地を設定する。
- 1886年（明治19年）9月1日 - 小学校令の施行により、青方小学校より分離し「簡易奈摩小学校」として独立。修業年限を3年とする。
- 1889年（明治22年）4月1日 - 町村制の施行により、青方村立の小学校となる。
- 1890年（明治23年）- 「尋常奈摩小学校」に改称。修業年限を4年とする。
- 1892年（明治25年）7月 - 「奈摩尋常小学校」（尋常科4年）に改称（「尋常」の位置が変わる）。
- 1894年（明治27年）10月18日 - 体操科を設置。
- 1902年（明治35年）5月 - 「上郷尋常小学校」に改称。
- 1907年（明治40年）4月1日 - 小学校令の改正により、義務教育年限（尋常科の年限）が4年から6年に延長されたため、尋常科5年を新設。
- 1908年（明治41年）4月1日 - 尋常科6年を新設。
- 1911年（明治44年）4月 - 上郷実業補習学校を併設。
- 1917年（大正6年）8月 - 校舎が使用不能となり、神社や民家を借用して授業を行う。
- 1919年（大正8年）2月 - 校地を拡張。校舎を改築。
- 1921年（大正10年）3月 - 校歌と校訓を制定。
- 1923年（大正12年）4月 - 高等科を併設し、「上郷尋常高等小学校」に改称（尋常科6年・高等科2年）。
- 1924年（大正13年）4月 - 校訓を明文化。
- 1930年（昭和5年）2月 - 上郷児童保護者会を結成。
- 1935年（昭和10年）6月 - 青年学校令の施行により、併設の上郷実業補習学校が（青方村立）上郷青年学校に改称。
- 1936年（昭和11年）11月 - 新校舎が完成。
- 1941年（昭和16年）
  - 4月1日 - 国民学校令の施行により、「青方町上郷国民学校」に改称。尋常科を初等科に改める（初等科6年・高等科2年）
    - 同時に青方村は町制施行により青方町となった。
- 1945年（昭和20年）10月 - 少年団を結成。
- 1946年（昭和21年）10月 - 学校看護婦が配置される。
- 1947年（昭和22年）4月1日 - 学制改革（六・三制の実施）が行われる。
  - 国民学校の初等科が改組され「青方町立上郷小学校」（修業年限6年）となる。
  - 国民学校の高等科は青年学校の普通科と統合され、新制中学校「青方町立青方中学校上郷分校」（修業年限3年）となり、小学校に併設される。
- 1948年（昭和23年）12月 - 子供銀行を開設。
- 1949年（昭和24年）7月 - 父母と教師の会が発足。
- 1950年（昭和25年）4月1日 - 中学校上郷分校が青方中学校から分離し、青方町立上郷中学校として独立。
- 1955年（昭和30年）10月 - 2階建て4教室が完成。
- 1956年（昭和31年）
  - 6月1日 - 青方町と浜ノ浦村が合併して上五島町の発足により、「上五島町立青方小学校」に改称。
  - 9月 - 台風12号で旧校舎が倒壊し、使用不能となる。
- 1957年（昭和32年）5月 - 公民館を仮校舎として授業を開始。
- 1960年（昭和35年）3月 - 新校舎（復旧校舎）が完成。
- 1964年（昭和39年）3月 - へき地集会所が完成。
- 1966年（昭和41年）6月 - 校門が完成。
- 1967年（昭和42年）6月 - 家庭教育学級を開設。
- 1968年（昭和43年）4月 - 熊高地区が青方小学校の校区となったため、8名が転校。
- 1969年（昭和44年）3月 - 岩石園が完成。
- 1970年（昭和45年）7月 - グランドピアノを設置。
- 1974年（昭和49年）10月 - 創立100周年記念式典を挙行。
- 1980年（昭和55年）8月 - 新校舎が完成。
- 1982年（昭和57年）
  - 1月 - 体育館が完成。
  - 7月 - 観察池が完成。
- 1985年（昭和60年）3月31日 - 併設の上五島町立上郷中学校が上五島町立上五島中学校への統合により閉校。小学校単独校となる。
- 1986年（昭和61年）5月 - パソコンを導入。
- 1991年（平成3年）5月 - 学校給食を開始。
- 2004年（平成16年）8月1日 - 新上五島町の発足により、「新上五島町立上郷小学校」（現校名）に改称。
- 2005年（平成17年）4月1日 - 特別支援学級を新設。
- 2010年（平成22年）
  - 8月 - 上郷おやじ隊を結成。
  - 11月 - 体育館の大規模改修を完了。
- 2011年（平成23年）4月1日 - 特別支援学級（情緒）を1学級増設。

## 周辺
- 奈摩郵便局
- 奈摩漁港
- 新上五島町立奈摩保育所

## アクセス
最寄りのバス停
- 西肥自動車（西肥バス）五島営業所「政彦神社前」バス停

最寄りの港
- 青方港 - 野母商船が博多港との間にフェリーを運航している。

最寄りの国道・県道
- 長崎県道170号青方港魚目線

## 同名の小学校
- 田子町立上郷小学校（青森県三戸郡田子町）
- 遠野市立上郷小学校（岩手県遠野市）
- 米沢市立上郷小学校（山形県米沢市）
- つくば市立上郷小学校（茨城県つくば市）
- 横浜市立上郷小学校（神奈川県横浜市）
- 津南町立上郷小学校（新潟県中魚沼郡津南町）
- 飯田市立上郷小学校（長野県飯田市）
- 山口市立上郷小学校（山口県山口市）

## 参考資料
- 「上五島町郷土誌」（1986年（昭和61年）3月発行, 上五島町）
- 「上五島町郷土誌」（2004年（平成16年）7月発行, 上五島町）- 閉庁記念